# Kluisbergen
Kluisbergen ist eine belgische Gemeinde in der Region Flandern mit 6888 Einwohnern (Stand 1. Januar 2024). Die Gemeinde besteht aus den vier Ortsteilen Berchem, Kwaremont, Ruien und Zulzeke. Sie liegt am rechten (östlichen) Ufer der Schelde. Im Süden befindet sich der bewaldete und bis 141 Meter hohe Höhenzug der Kluisberge, der ein beliebtes Ausflugsziel ist.

## Lage
Oudenaarde liegt 11 km nordöstlich, Kortrijk 16 km westlich, Gent 33 km nördlich und Brüssel etwa 62 km östlich.

## Verkehr
Die nächsten Autobahnabfahrten befinden sich westlich bei Deerlijk und Waregem an der A14/E17.
In Ronse, Anzegem-Vichte, Oudenaarde und Kortrijk befinden sich die nächsten Regionalbahnhöfe und in Gent halten auch überregionale Schnellzüge.

## Weblinks

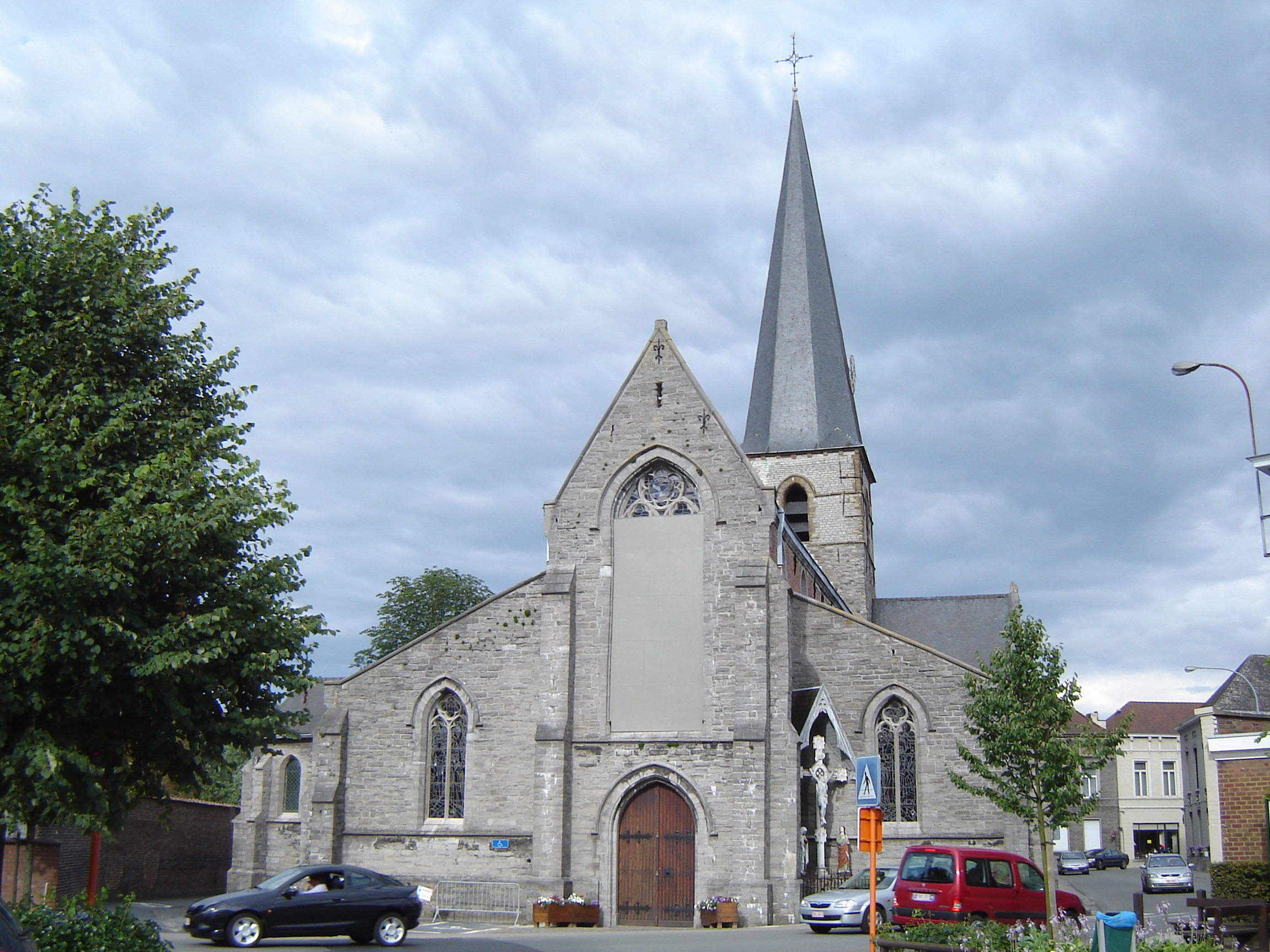
Kirche Onze Lieve Vrouw van de Carmel in der Teilgemeinde Berchem